# Efectul Cotton-Mouton
Efectul Cotton-Mouton este un efect optic de polarizare a luminii reflectate de un mediu magnetic. A fost descoperit de Andre Cotton și Henry Mouton. 